# Aeroporto Fox River
O Aeroporto Fox River (FAA LID: 96C) é um aeroporto de uso público localizado 2 milhas (3,2 km) a noroeste do distrito comercial central de Rochester, uma cidade no condado de Racine, Wisconsin, Estados Unidos.
Embora a maioria dos aeroportos dos EUA usem o mesmo identificador de localização de três letras para a FAA e a IATA, este aeroporto é designado "96C" pela FAA, mas não tem designação da IATA.
O aeroporto não tem serviço de companhias aéreas regulares, o aeroporto mais próximo com serviço de companhias aéreas regulares é o Aeroporto Internacional General Mitchell, cerca de 22 milhas (35 km) a nordeste.

## Estrutura
O Aeroporto Fox River cobre uma área de 20 acres (8,1 ha) a uma altitude de 822 pés (251 m) acima do nível médio do mar. Tem uma pista: 1/19 tem 2.500 por 36 pés (762 x 11 m), com superfície de asfalto.
Para o período de 12 meses encerrado em 19 de julho de 2018, o aeroporto teve 5.000 operações de aeronaves, uma média de 13 por dia: 100% de aviação geral.